# ペルセウス座T星
ペルセウス座T星（ペルセウスざティーせい）は、ペルセウス座にある脈動変光星。

## 位置
二重星団のメンバーであり、二重星団の北のはずれで輝いている。すぐ近くに同じく半規則型変光星のペルセウス座S星も輝いている。

## 物理的性質
8.34等と9.7等の間を2430日の周期で脈動により半規則的に変光している。スペクトル型がM2Iabの赤色超巨星であり、変光星としての型も周期性のある赤色超巨星の脈動変光星が分類されるSRC型に分類されている。ペルセウス座T星は二重星団のメンバーの中でも特に質量が重かったため早い段階で赤色超巨星に進化した。

## 名称
固有名はない。学名はT Persei（略称：T Per）、ボン掃天星表での番号はBD+58 439、ヘンリー・ドレイパーカタログでの番号はHD 14142。